# 掟ポルシェ
掟ポルシェ（おきてポルシェ、1968年5月3日 - ）は、ニュー・ウェイヴ・バンド「ロマンポルシェ。」のボーカル、楽器、及び説教担当。

## 来歴
北海道留萌市生まれ。北海道留萌高等学校を卒業後、上京し立正大学卒業。ライターとして活動。『紙のプロレス』『BUBKA』『TV Bros.』などの雑誌に連載を持っている。DJ集団・申し訳ナイタズの一員として、ギュウゾウ（電撃ネットワーク）、宇多丸（ライムスター）らと全国を回りプレイ。さらに役者・声優としても活動中。今の芸風になったのは30代からで、それまでは宍戸留美のおっかけをやっていた。女子プロレスには多額の金を注ぎ込み、そのせいでサラ金から多額の借金を背負った事もあった。長髪で目には水色のラメのメイク、上下白の学ランもしくはスーツ（夏季は褌一丁の場合も）がトレードマーク。
2006年の夏から犬（キャバリア・キング・チャールズ・スパニエルのオス）を飼い始めてからは、犬を溺愛する日々で、アイドル熱は収まりつつあるらしい。また、2012年からは「掟ポルシェ with ニコル（愛犬）」名義でのライブ活動（ジャンル的にはJUKE/FOOT WORK）も行っている。
テレビ番組『くるくるドカン〜新しい波を探して〜』では、「男は橋を使わない!」と宣言し、東海道五十三次を徒歩移動してその間にある川をすべて泳ぐという意味不明な「男気」を示した。ただし、後に同番組のドッキリ企画において、実際には全部の川を泳いで渡っていないことが判明する。ロマンポルシェ。の3rdシングル「男は橋を使わない」に収録されている表題作は、この企画についてをテーマにした楽曲であり（ただしタイアップという訳ではなく勝手に使用しただけ）、掟は自身のブログで「ベタすぎて自家中毒で嘔吐が止まらなさそうなタイトル」と語っている。
以前、ロマンポルシェ。のステージでは模造刀を振り回すパフォーマンスを行っていた。ツアーでたまたまロマンポルシェ。と氣志團が同じホテルに宿泊した際、綾小路翔がロビーに模造刀を入れたゴルフバッグを抱えた掟ポルシェを見て驚愕した。
2004年に行われたイベント「（有）申し訳ナイト」で、客席を煽りつつ「今から登場するオマンコはそんじょそこらのオマンコとは違う!」とゲストのインリン・オブ・ジョイトイを紹介したところ、インリンは「明らかなセクシャルハラスメントであり女性に対する侮辱」であるとして激怒。掟は楽屋でインリンに「私のようなアーティストを、貴方のような芸人風情に、このような下品な言葉で紹介されるのは心外!」と怒鳴られる結果となる。後日、掟がインリンの公式サイト掲示板に謝罪文を書くことで騒動は収束したが（現在は削除済み）、今でも両者の仲は険悪であるらしく、ロマンポルシェ。自身のライブMCで時折ネタとして使われるほか、両者が共に連載を持っていた『TV Bros.』の記事中で意味深に書かれたりしている。
2010年正月、住んでいる行政地区の広報の表紙を一家で飾った。
2012年6月に『TV Bros.』記事のため、カーカスのギタリスト、ビル・スティアーにインタビューをした。
2014年、ひとり打ち込みデスメタルソロプロジェクト「ド・ロドロシテル」名義でのライブ活動を開始。2020年2月にはBorisの"ＬφＶＥ＆ＥＶφＬ"ジャパンツアーにオープニング・アクトとして帯同。
2015年3月、アメリカテキサス州オースティン市で行われたSXSWにDJとして出演。
2015年4月、妻の実家がある福岡に引っ越し、福岡と東京を行き来する生活を送る。妻の実家の書店「書斎りーぶる」菊竹金文堂福岡天神店（2017年閉店）では掟自身がホストを務めるトークイベントも行われていた。ちなみに、掟の妻と藤井フミヤの妻はいとこ同士にあたる。
2021年4月、福岡の自宅を引き上げ、再び東京に活動拠点を移す。
2023年2月、占い師としても活動する妻の日下ゆにとともに結婚相談所「縁むすび　セキレイパートナーズ」を設立。サブカル的な趣味を持つ男女の婚活を広くサポートしている。
ロマンポルシェの活動を開始する以前に、「アストロ球団」（後にアストロ・ディスコ・キングに改名）というボアダムスの影響下にある音楽性を持ったバンドでボーカル・ギターを担当していた。アストロ球団のメンバーは、鬼塚こうすけ（ギター、後にSWEET&HONYに参加）、鬼塚たけし（inst）、山路賢（ドラムス）、藤原安江（ベース）、鳥海雄希（inst、デビューライブで1回だけ担当、エロ漫画家）。アストロ球団には、中原昌也もある一時期参加する話もあった。また、bloodthirsty butchersの吉村秀樹とは高校時代からの知り合いであった。

## 趣味

### アイドル
長年にわたる熱狂的なアイドルファンであり、ロマンポルシェ。も当初は宍戸留美応援ユニットであった。
長年のハロー!プロジェクトのファン、特にBerryz工房の菅谷梨沙子のファンである。
Perfumeをインディーズ時代から評価、ブレイク前に自身の結婚式に招きライブを行い、2010年11月3日に東京ドームにて行われたライブにも駆けつけている。
2008年末頃から、バニラビーンズを対バンやリミックス、イベントの司会などを通して推薦している。『TOKYO IDOL FESTIVAL』(TIF)では、第1回の2010年から2013年まで、男性ながら4年連続出演者としてクレジットされており、1日目夜の「IDOL CLUB NIGHT」でのDJや、バニラビーンズとのユニット「掟ビーンズ」は恒例であった。
2014年以降は、富士山ご当地アイドル3776を応援している。2016年3月26日放送のゴッドタンで「とにかく曲がいい」アイドルとして3776を紹介した。
凛として時雨のピエール中野は、アイドルについて語り合う仲間である。

## 主な出演

### バラエティ番組
- SPACE SHOWER MUSIC UPDATE (スペースシャワーTV) - 水曜日、マペットのMr.オキテの声を担当。マリエとともに番組司会。
- カワズ君の検索生活（フジテレビジョン） - 『くるくるドカン』の後番組 最終回に歴代出演者として
- くるくるドカン〜新しい波を探して〜（フジテレビ）
- 天下統一CG将軍（BSジャパン、2007年10月27日）
- 水道橋博士の80年代伝説　（歌謡ポップスチャンネル）
- つんつべ♂ バク音（TOKYO MX） - 2013年7月18日放送分よりMCを担当
- 雨上がり決死隊のトーク番組アメトーーク!（テレビ朝日、2015年10月29日）

### 音楽番組
- 音エモン（関西テレビ） - 2013年8月10日放送分より青柳文子とともに「ニューエモン!」コーナーを担当。

### テレビドラマ
- シャワーGirl!（2007年、テレビ朝日）
- 週刊真木よう子「恋泥棒ヨーコ」（2008年、テレビ東京） - 客B 役
- スミレ16歳!!（2008年、BSフジ）
- デリパンダ〜おしゃべりデリ坊、東京ド真ん中配達中〜（2008年、テレビ東京）
- 侵略!ガルパンダZ（2016年、TOKYO MX、サンテレビ） - 碇二郎 役

### テレビアニメ
- BECK（2004年、テレビ東京） - 斉藤研一 役
- Paradise Kiss（2005年、フジテレビ） - 陶波法司 役
- 魔法遣いに大切なこと 〜夏のソラ〜（2008年、テレビ朝日） - 森下魔法士 役

### ゲーム
- フロッガー（2003年、PlayStation 2、ゲームキューブ） - フューチャーエルダー 役

### ラジオ
- ライムスター宇多丸のウィークエンド・シャッフル（TBSラジオ）

### ライブストリーミング
- オルタナティブ・アイドル大百科 〜掟ポルシェと吉田豪のレイディオクラブ（2021年7月 - DOMMUNE RADIOPEDIA）[7]

### 映画
- 任侠秘録 人間狩り（2005年） - 挺身会組長 役
- SOUL TRAIN（2006年） - レンタルビデオ店員・野木 役
- Little DJ〜小さな恋の物語（2007年） - DJ 役
- アリーナロマンス（2007年） - オタク仲間・校長 役
- やる気まんまん（2007年） - 釈八郎 役
- 蒼き狼 〜地果て海尽きるまで〜（2007年） - エキストラとして
- うに煎餅（2007年） - レストランの客 掟ポルシェ 役
- ぼくたちと駐在さんの700日戦争（2008年） - 花火師 役
- 逆襲!スケ番☆ハンターズ〜地獄の決闘〜 (2010年)  - やくざの組長役
- PLAN6 CHANNEL9 (2016年）
- タヌキ社長（2022年5月20日、監督：河崎実）[8]

### CM
- 「誘拐の掟」x 掟ポルシェ 劇場マナーCM（2015年）[9]

## 著書
- 『説教番長・どなりつけハンター』（文藝春秋、2002年2月）ISBN 4-16-358010-7
- 『男道コーチ屋稼業』（マガジン・ファイブ、2004年7月）ISBN 4-434-04681-0
- 『出し逃げ 掟ポルシェ最低コラム集』（おおかみ書房、2015年2月） - 独立系出版社による、雑誌に連載していたコラムをまとめたもの。
- 『男の！ヤバすぎバイト列伝』（リットーミュージック、2018年1月）ISBN 978-4-845631773 - ネットに連載していたものの単行本化。巻末に藤井隆、志磨遼平との対談を収録。
- 『豪傑っぽいの好き』（ガイドワークス、2019年8月）ISBN 978-4-865359251 - 『パチスロ必勝ガイドNEO』に連載していたものの単行本化。

### 関連書籍等
- 蛭子能収・著『蛭子能収コレクション　SF&ミステリー編　美しき死体』（マガジン・ファイブ、2004年6月） - 解説を担当
- ヘドバン（シンコーミュージック・エンタテイメント、2013年7月 - ） - Vol.1カーカス特集ページ、Vol.2ではカーカスへのインタビューなど。
- 80年代テレビバラエティ黄金伝説（洋泉社、2013年8月） - 新田恵利インタビュー

### 漫画原作
- 『BAND野郎ZE!』（作画：錦ソクラ）ウェブコミック誌「YOMBAN」

### 雑誌連載
- 別冊少年チャンピオン（2012年7月号 -）「掟ポルシェ死ぬ気!全力音楽塾」- アーチストへのインタビュー

## 作品
- 監獄ポップ / 監獄アシッドハウス （2009年11月4日発売）
  - 「マーシー☆ポルシェ」名義。田代まさしと掟のユニット。
- ハロー!プロジェクトの全曲から集めちゃいました! Vol.3 掟ポルシェ編 （2014年7月9日）
- 1980年代楽曲コンピレーションアルバムFUTURETRON RECYCLER （2019年9月25日発売）
ソロユニット 「ド・ロドロシテル（掟ポルシェ）」名義で参加。Christian Death のSpiritual Crampをカヴァー。

### 楽曲提供
- チチキトク スグカエレ
  - 作詞作曲編曲、上坂すみれ3rdアルバム「ノーフューチャーバカンス」（2018年8月1日発売）収録